# 順聖皇后
順聖皇后（越南语：／；？—1330年），姓陳氏（越南语：／），越南陳朝陳英宗陳烇皇后。
陳氏是興讓大王陳國顙和寶惠國母的女兒，其姊文德夫人本來為皇太子妃，但英宗繼位後不久就將她廢掉，改立陳氏，稱聖姿夫人（越南语：／），到1309年，英宗冊封聖姿夫人為皇后，並為他生下天真公主。
1314年，陳英宗讓位給皇太子陳奣，是為陳明宗，尊陳氏為順聖保慈太上皇后（越南语：／），後改為順聖保慈皇太后（越南语：／），到1330年去世。